# 셰인 오로크
셰인(Shayne Orok, 1992년 9월 17일 ~ )은 캐나다의 싱어송라이터이다. 2011년 'MBC 스타 오디션 위대한 탄생 시즌 1'에서 top3에 오른 캐나다 출신의 뮤지션으로, 오디션 참가 당시 이미 수많은 자작곡을 가진 싱어송라이터였으며, 구독자만 6만명 이상, 동영상 조회수 800만회 이상인 유튜브 스타였다. 현재 대한민국에서 활동 중에 있으며, 소속사는 소니뮤직 엔터테인먼트 코리아이다.

## 음반

### 미니 음반
| 발매일          | 앨범명             | 수록곡 |
| --------------- | ------------------ | --- |
| 2011년 12월 6일 | 《The Gift》       | 1. 처음 해 본 사랑 2. 온도 3. 이야기 4. Last Christmas 5. 처음 해 본 사랑 (Inst.)                                                                                        |
| 2012년 3월 13일 | 《Shayne's World》 | 1. Summer Love 2. 그래야 내가 살아 3. 너를 본다 4. 깜놀 5. Summer Love (English Ver.) 6. 너를 본다 (Inst.)                                                               |
| 2012년 6월 26일 | 《707》            | 1. 내게 무슨짓을 한 거야 2. Without U (Duet Ver.) 3. Summer Love (Duet Ver.) 4. One Thing (Acoustic Ver.) 5. Summer Love (English Ver.) 6. 내게 무슨짓을 한 거야 (Inst.) |

### 싱글 음반
- 셰인의 스페셜 디지털싱글 '라스트 크리스마스(Last Christmas)'는 조지 마이클과 앤드류 리즐리가 함께 활동했던 '웸(WHAM)'의 곡이다.[4]
- 셰인이 직접 작사/작곡한 《Summer Love》는 2/29일 개봉하는 영화 "러브픽션"의 O.S.T로 나올 예정이다.
- 김보경과 셰인의 프로젝트 앨범. 보경&셰인이란 이름으로 발매된 첫 번째 싱글 ‘One Thing’은 전 세계를 강타하고 있는 영국의 5인조 아이돌 그룹 원 디렉션(One Direction)의 대표곡 ‘One Thing’을 리메이크한 곡. 보경&셰인은 이 곡을 어쿠스틱 버전으로 재편곡했다.[5]

| 발매일           | 앨범명                  | 수록곡                       |
| ---------------- | ----------------------- | ---------------------------- |
| 2011년 11월 28일 | Last Christmas          | 1. Last Christmas            |
| 2012년 2월 23일  | Summer Love             | 1. Summer Love               |
| 2012년 6월 21일  | 《One Thing 보경&셰인》 | 1. One Thing (Acoustic Ver.) |

### OST
오는 12일 온라인 음원사이트를 통해 공개를 앞두고 있는 ‘꽃미남 라면가게’ OST part5 ‘이야기’는 셰인이 직접 참여해 더욱 애착을 갖고 있는 곡으로 알려졌다.
| 발매일           | 앨범명                             | 수록곡    |
| ---------------- | ---------------------------------- | --------- |
| 2011년 12월 13일 | 《tvN 드라마 꽃미남 라면가게 OST》 | 1. 이야기 |

## 자작곡
셰인은 최근 약 70곡의 커버곡과 함께 11곡의 자작곡을 가지고 있는 싱어송라이터란 사실이 알려지며 천재 아티스트로서의 그의 재능을 눈여겨본 멘토 신승훈의 감이 틀리지 않았음을 인증했다. 그의 자작곡 중 일부는 아이튠즈 상에도 올라와 있다. 그간 셰인이 싱어송라이터란 사실은 팬들 외에는 잘 알려져 있지 않았으며 팬들 사이에서 가장 인기가 좋은 자작곡은 '돈트 픽업(don't pick up)'과 '서머 러브(summer love)' 등이 있다.
| 연도   | 일자     | 곡                                |
| ------ | -------- | --------------------------------- |
| 2009년 | 5월 30일 | you're the one (original song)    |
| 2009년 | 6월 6일  | this nightmare (original song)    |
| 2009년 | 6월 26일 | runaway (original song)           |
| 2009년 | 7월 23일 | will you be mine? (original song) |
| 2009년 | 8월 17일 | moonlight dance (original song)   |
| 2009년 | 9월 25일 | righting wrongs (original song)   |
| 2009년 | 9월 27일 | baby you're fine (original song)  |
| 2010년 | 3월 7일  | love set in stone (original song) |
| 2010년 | 4월 25일 | don't pick up (original song)     |
| 2010년 | 6월 1일  | can't go wrong (original song)    |
| 2010년 | 7월 24일 | summer love (original song)       |

## 음원

#### 스타 오디션 위대한 탄생
음악포털 벅스의 주간 및 일간차트에서 셰인이 MBC <스타오디션-위대한 탄생>(이하 위대한 탄생) 멤버 중 가장 높은 순위를 기록했다.
셰인은 지난 15일(금) 방송에서 노라 존스(Norah Jones)의 ‘돈 노우 와이(Don’t Know Why)’를 불러 극찬을 받은데 이어 지난 22일(금) 비의 ‘태양을 피하는 방법’을 미성으로 소화해 방시혁에게 호평을 받은 적 있다.
지난 17일(일)부터 23일(토)까지 조사한 벅스 주간차트에서 셰인은 ‘돈 노우 와이(Don’t Know Why)’로 48위를 차지해 다른 아홉 명의 후보자들 중 1등을 차지했다.
또 오늘(26일) 일간차트에서 셰인은 ‘태양을 피하는 방법’으로 다른 일곱 명의 후보자들의 노래를 꺾고 가장 높은 순위인 20위에 올랐다. 트위터를 통해 다음 주 어머니의 한국 방문을 알린 셰인은 차트 순위를 통해서도 겹경사를 맞게 됐다.
| 발 매 일        | 앨 범                                                                          | 곡                         |
| --------------- | ------------------------------------------------------------------------------ | -------------------------- |
| 2011년 4월 20일 | 스타오디션 위대한 탄생 Part 2. 위대한 팝송 부르기                              | Don't Know Why             |
| 2011년 4월 22일 | 스타오디션 위대한 탄생 Part.3 한국 아이돌그룹 노래 부르기                      | 태양을 피하는 방법         |
| 2011년 4월 29일 | 스타오디션 위대한 탄생 Part.4 가왕 조용필의 명곡 부르기 (With 밴드 위대한탄생) | 단발머리                   |
| 2011년 5월 6일  | 스타오디션 위대한 탄생 Part.5 오디션 스타를 넘어 가요계의 큰 별이 되어라       | 그때 그 사람               |
| 2011년 5월 13일 | 스타오디션 위대한 탄생 Part.6 내 생애 최고의 노래                              | 나 항상 그대를             |
| 2011년 5월 20일 | 스타오디션 위대한 탄생 Part.7 영화보다 아름다운 OST 명곡                       | 그대 내 맘에 들어오면은    |
| 2011년 5월 26일 | 스타 오디션 위대한 탄생 - Special Stage With Special Guest                     | Nothing Better (With 정엽) |

## 공연
| 날짜                       | 장소               | 공연명                                                    |
| -------------------------- | ------------------ | --------------------------------------------------------- |
| 2012년 7월 7일             | 달콤카페 홍대점    | 보경&셰인의 '달콤한 만남' (서울)                          |
| 2012년 7월 25일 ~ 7월 26일 | 벨로주             | 보경&셰인 듀엣 프로젝트 앨범［707］발매기념 콘서트 (서울) |
| 2012년 8월 18일            | Mel Lastman Square | ALLTV CARAVAN FINALE CONCERT IN TORONTO (캐나다)          |

## 활동

#### 라디오 진행
가수 셰인이 라디오 DJ로 발탁됐다. 셰인은 봄개편과 함께 교통방송 eFM(101.3Mhz) ‘Shayne’s Music Magic’의 DJ로 3월26일부터 매일 오후 8시부터 10시까지 2시간 동안 국내 청취자들을 찾아갈 예정이다. 교통방송 eFM은 국내 최초의 100% 영어라디오 방송으로 셰인이 진행하는 ‘‘Shayne’s Music Magic’은 한주간의 가요와 팝 음악들을 총정리해서 사연과 함께 들려주는 프로그램이다.
- 2012년 : TBS EFM 《Shayne's Music Magic》

#### 텔레비전
- 2011년 5월 15일 : MBC <섹션TV 연예통신>[11]
- 2011년 5월 17일 : MBC <뉴스 투데이> '굿모닝 데이트' 위대한 TOP3의 진솔한 이야기![깨진 링크(과거 내용 찾기)]
- 2011년 5월 20일 : CF <미투데이> '자꾸 들어도 기분 좋은 수줍은 고백^^-형님 사랑해요!'[12]
- 2011년 6월 4일 : MBC <시추에이션 휴먼다큐 그 날 '위대한 탄생의 그날'>[13]
- 2011년 6월 22일 : MBC <황금어장 라디오 스타>[14]
- 2011년 6월 29일 : MBC <황금어장 라디오 스타>[15]
- 2011년 7월 8일 : MBC <댄싱 위드 더 스타>[16]
- 2011년 7월 27일 : 캐나다 한인방송 <ALL TV 단독 인터뷰 ‘셰인과의 만남’>
- 2011년 12월 20일 : MBC <아름다운 콘서트>
- 2011년 12월 24일 : MBC <시추에이션 휴먼다큐 그 날 '셰인, 한국 데뷔 그날'>[17]
- 2012년 3월 24일 : MBC <쇼! 음악중심>

#### 라디오
- 2011년 5월 2일 : MBC FM <별이 빛나는 밤에>[18]
- 2011년 6월 23일 : EBS FM <모닝 스페셜>[19]
- 2011년 12월 16일 : MBC FM <신동의 심심타파>
- 2012년 1월 1일 : TBS EFM <Music Planet>
- 2012년 1월 4일 : TBS EFM <K-Popular with As One>[20]
- 2012년 1월 24일 : 아리랑 라디오 <Mid-Day Break>
- 2012년 1월 28일 : MBC FM <두시의 데이트 주영훈입니다>
- 2012년 3월 26일 : TBS EFM <K-Popular with As One>
- 2012년 7월 4일 : MBC FM <신동의 심심타파>
- 2012년 8월 3일 : SBS FM <두시탈출 컬투쇼>

#### 기타
- 2011년 5월 8일 : <신승훈 20주년 기념 콘서트(대구 엑스코) 게스트>[21]
- 2011년 6월 10일~11일 : <신승훈 20주년 그랜드 피날레 콘서트(서울 세종문화회관 대극장) 게스트>[22]
- 2011년 6월 26일 : <김연우 '戀雨 속 연우' 콘서트(올림픽공원 우리금융아트홀) 게스트>[23]
- 2011년 12월 17일 : <검정치마 단독공연(홍대 롤링홀) 게스트>
- 2011년 12월 19일 : <조 브룩스 내한공연(홍대 브이홀) 게스트>[24]
- 2012년 3월 3일 : <스티브 바라캇 콘서트(예술의 전당 콘서트홀) 게스트>
- 2012년 6월 8일 : <김연우 2012 김연우 소극장 콘서트 <안녕하세요 김연우입니다> (이화여자대학교 삼성홀) 게스트>[25]

## 같이 보기
- 신승훈
- 스타 오디션 위대한 탄생
- 소니 뮤직 엔터테인먼트의 소속 음악가 목록